# Alexandre Zinoviev (cyclisme)
Pour les articles homonymes, voir Zinoviev.
Alexandre Mikaïlovitch Zinoviev (Александр Михайлович Зиновьев) (né le 3 mai 1961 à Kharkov, Ukraine, URSS et mort le 21 février 2005 à Cincinnati aux États-Unis) est un coureur cycliste soviétique, et ukrainien. Il s'était fait connaître pour ses deux titres de champion du monde des 100 km sur route contre-la-montre par équipes, obtenus avec ses coéquipiers de l'équipe de l'URSS, conquis en 1983, puis en 1985. Il est raisonnable de penser que le boycott soviétique des Jeux olympiques d'été de Los Angeles l'a privé, lui et ses coéquipiers d'une médaille olympique.

## Biographie
Alexandre Zinoviev, a un palmarès qui témoigne de ses talents variés. À côté des prestigieux titres de Champion du monde par équipe, il a remporté des succès individuels, au classement général ou au terme d'étapes, dans plusieurs courses. Parmi ces victoires figure le classement aux points du Tour de l'Avenir, qui dénote régularité et pointe de vitesse non négligeables. Il est moins performant dans la montagne. En 1989 il passait professionnel.

### Le règne du quatuor soviétique contre-la-montre
Alexandre Zinoviev a été "couronné" deux fois dans l'épreuve du Championnat du monde de cyclisme contre-la-montre de 100 km en équipe. Les deux fois, le record de l'épreuve est battu
- 1983 : la moyenne horaire des 4 équipiers soviétiques est de 50, 335 km/h.
- 1985 : le "quatuor" où le seul élément de continuité est Alexandre Zinoviev, roule à la moyenne horaire de 53, 729 km/h. Cette performance demeure le record de l'épreuve qui n'est plus disputée

### Médaillé d'or et d'argent en 1984, auxJeux de l'Amitié
Les deux médailles d'or obtenues aux Championnats du monde 1983 et 1985 encadrent une victoire de l'année 1984. Le boycott des Jeux olympiques d'été de Los Angeles par les autorités, sportives soviétiques avait amené les pays boycotteurs à mettre sur pied des Jeux de l'Amitié. Ces Jeux se déroulèrent, pour les disciplines cyclistes de la route, en RDA. Alexandre Zinoviev remportait la course individuelle, après un sprint où il triomphe de Uwe Raab. Cette victoire portait le coureur au premier plan et les biographies russes actuelles ne manquent pas de la rappeler. À ces mêmes Jeux, l'équipe soviétique, où il avait place, termine deuxième du championnat des 100 kilomètres contre-la-montre par équipes.
En 1989, Alexandre Zinoviev passe professionnel. Il court dans cette catégorie pendant quatre années, ne franchissant pourtant pas les frontières de l'anonymat.

## Palmarès
- 1982
  - 3e du Tour de l'URSS
- 1983
  -  Champion du monde du contre-la-montre par équipes amateurs (avec Youri Kachirine, Oleh Petrovich Chuzhda et Sergueï Navolokine)
  -  Champion d'URSS du contre-la-montre par équipes[4] (Tchernov, Sergei Smievjski et Yuri Kazaktchenko)
- 1984
  -  Championnat d'URSS sur route
  - Course en ligne des Jeux de l'Amitié[5]
  - 7ea étape du Milk Race
  - Tour de Basse-Saxe :
    - Classement général
    - 2eb, 4e et 9e étapes

  - 2e du contre-la-montre par équipes aux Jeux de l'Amitié (avec Assiat Saitov, Sergueï Navolokine, Evgeni Korolkov)
- 1985
  -  Champion du monde du contre-la-montre par équipes amateurs (avec Vasyl Zhdanov, Viktor Klimov et Igor Sumnikov)
  - Tour de Cuba[6]
  - Tour de l'Avenir :
    - Classement par points
    - 2e étape
- 1986
  - 1re étape de la Semaine cycliste bergamasque
  - Prologue (contre-la-montre par équipes), 3ea et 5eb étapes du Trophée Joaquim-Agostinho
- 1987
  - 2e étape du Circuit de la Sarthe
  - 5e étape du Ruban granitier breton
  - 2e du Milk Race
  - 2e du Tour de Bulgarie
- 1989
  - Cronostaffetta :
    - Classement général
    - 1reb étape (contre-la-montre par équipes)
- 1992
  - 7e étape du Tour de l'Alentejo

### Autres résultats
- 1985
  - 22e de la Course de la Paix[7] et vainqueur du classement par équipes[8] (avec l'équipe d'URSS).
  - 28e du Tour de l'Avenir[9]
- 1987
  - 4e du Tour du Loir-et-Cher
  - 7e du Ruban granitier breton
  - 45e du Tour de l'Avenir

### Résultats du Tour d'Espagne
- 1989 : 132e[10]

### Distinction
- Maître émérite des sports de l'URSS, en cyclisme[11]